# Anna Atkins
Anna Atkins z domu Children (ur. 16 marca 1799 w Tonbridge, zm. 9 czerwca 1871 w Halstead Place) – brytyjska botaniczka i fotografka. Była jedną z pierwszych kobiet-fotografów i autorką książki British Algae: Cyanotype Impressions, uznawanej przez część badaczy za pierwszą w historii publikację ilustrowaną fotografiami (inni pierwszeństwo to przyznają The Pencil of Nature Williama Foxa Talbota).

## Życiorys

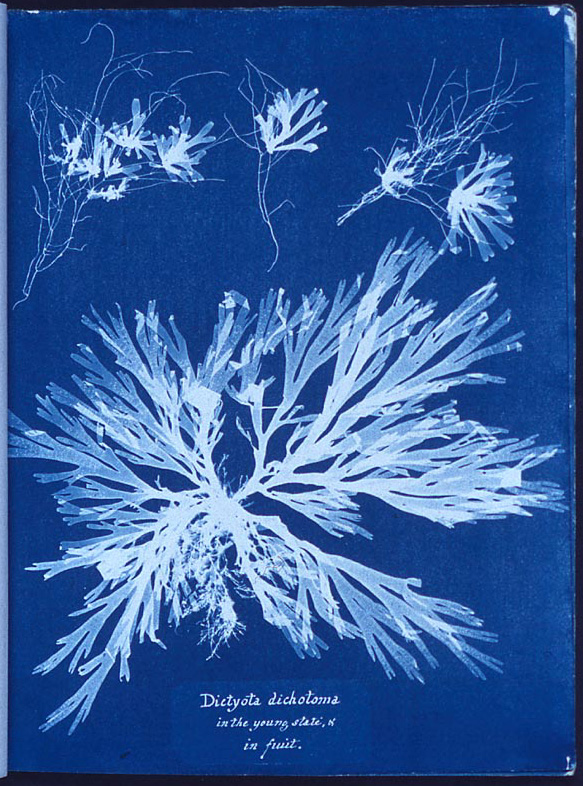
Dictyota dichotoma. Cyjanotyp z książki British Algae: Cyanotype Impressions

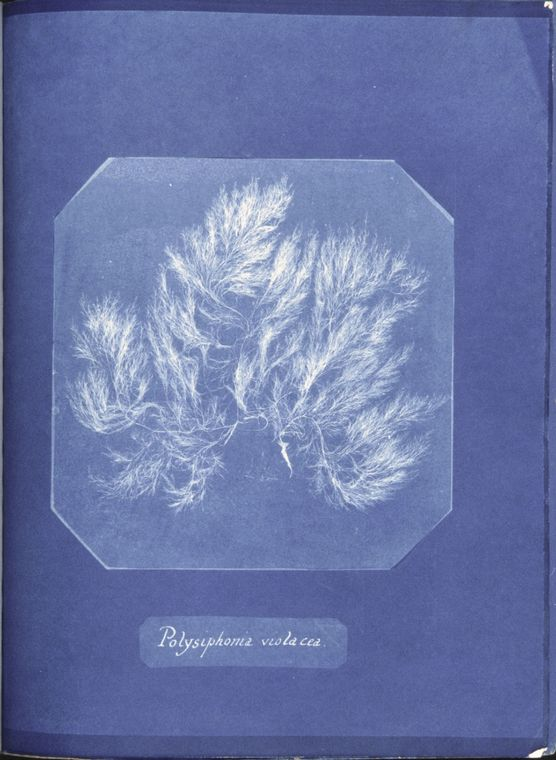
Polysiphonia violacea. Cyjanotyp z książki British Algae: Cyanotype Impressions

Wcześnie osierocona przez matkę, Hester Anne Holwell, która zmarła w 1800 r. w wyniku komplikacji po porodzie, Anna blisko związała się z ojcem, uczonym Johna George’a Childrena. Children pracował w British Museum, był członkiem Royal Society i wiceprzewodniczącym Botanical Society of London. W 1823 r. przetłumaczył publikację Genera of Shells Jean-Baptiste'a Lamarcka, do której 256 rysunków wykonała Anna. 
W 1825 wyszła za Johna Pelly'ego Atkinsa. W 1839 została członkiem Botanical Society of London. Wkrótce po ogłoszeniu przez Williama Foxa Talbota techniki fotogenicznego rysowania (photogenic drawings) w 1839 r. i kalotypii w 1841 r., Atkins wraz z ojcem zainteresowała się nimi, podejmując próby ich samodzielnego wykonania. Ostatecznie jednak poświęciła się innej technice fotograficznej, którą w 1842 r. wynalazł zaprzyjaźniony z rodziną Childrenów John Herschel – cyjanotypią. Atkins wykorzystała ją do zilustrowania swojej książki poświęconej glonom, zatytułowanej British Algae: Cyanotype Impressions. Opublikowana została w częściach w latach 1843-1851, wyprzedzając o kilka miesięcy The Pencil of Nature Talbota. Fotogramy Atkins wykonywała bez użycia aparatu, umieszczając rośliny na papierze pokrytym substancją światłoczułą i wystawiając go na działanie światła. W rezultacie otrzymywała negatywowe odbicie glonów na niebieskim tle. 
Po śmierci ojca w 1852 r. opublikowała Memoir of John George Children, Esq., a rok później wydała ostatni tom British Algae. Wraz z przyjaciółką Anne Dixon w latach 1852-1864 Atkins opublikowała kolejne albumy ilustrowane cyjanotypami: Cyanotypes of British and Foreign Ferns, Cyanotypes of British and Foreign Flowering Plants and Ferns i trzeci bez tytułu, zawierający fotogramy roślin, piór i koronek.